# Belait (rivier)
De Belait (in het Maleis: Sungai Belait) is een rivier in Brunei. De rivier ontspringt in het zuidwesten van Brunei, stroomt in noordnoordwestelijke richting door het gelijknamige district en mondt ten slotte uit in de Zuid-Chinese Zee ter hoogte van de stad Kuala Belait. Het stroomgebied van de Belait heeft een oppervlakte van circa 2700 km². De benedenloop van de rivier stroomt door een uitgestrekt veenmoerasgebied.